# Gigaaño
Gigaaño o Giga annum, es una unidad de tiempo equivalente a mil millones de años: 1 gigaaño (Ga) = 109 años = 1 000 000 000 años.

## Su uso en astronomía y en geología
Debido a la escala del tiempo geológico y astronómico que implica el manejo de miles de millones de años, considerar por ejemplo que la edad del universo es de 13 798 ± 37 millones de años, cuando se refiere a eventos relacionados con el origen del universo, de la Tierra o de la vida, ya sea fenómenos astronómicos, geológicos o los relacionados con las evidencias más antiguas de vida en la Tierra, surge la necesidad de expresar en forma abreviada las cantidades de años del orden de miles de millones de años.
La unidad Gigaaño permite hacer referencia fácil y rápida a estas grandes unidades de tiempo que de otra manera serían difíciles de expresar, y más aún de comprender, para la mayoría de las personas. Esta unidad equivale con el término en inglés de 1 billion years también propuesto como 1 Gyr. La edad del universo entonces se puede referir en aproximadamente 13.8  Ga y la edad de la Tierra en 4.54 Ga